# Assedio di Roma (549)
L'assedio o sacco di Roma del 549 fu un assalto condotto contro la città dal re ostrogoto Totila che aveva già attaccato la città tre anni prima, nel 546. 
L'azione fu condotta per via della presenza dei bizantini nella città che, con il controllo su Roma, ostacolavano movimenti di truppe e rifornimenti ostrogoti attraverso la penisola. L'assalto durò poco tempo, soprattutto grazie all'aiuto di una guardia delle mura della città che, pagato dagli emissari di Totila, aprì le porte della città facendo entrare gli ostrogoti. I soldati bizantini dovettero ritirarsi dalla città rifugiandosi più a sud e nelle città vicine portando con sé migliaia di civili costretti a scappare per non subire le violenze degli ostrogoti. Il Senato abbandonò la città rifugiandosi a Bisanzio dove i senatori vennero accolti dall'imperatore bizantino. Durante l'occupazione Roma venne saccheggiata e i soldati rimasti in città uccisi o fatti prigionieri. Il sacco fu un gesto che l'imperatore bizantino Giustiniano I non accettò, portandolo a organizzare una nuova spedizione con obiettivi la riconquista di Roma e la totale sconfitta dei goti nella penisola. Per il raggiungimento di questi obbiettivi ci sarebbero voluti quattro anni.

## Assedio
L'assedio cominciò nell'estate 549. Roma era difesa da una guarnigione di tremila uomini sotto il comando di Diogene. L'assedio durò molto a lungo, anche perché Diogene aveva accortamente fatto seminare il grano all'interno delle mura in modo che gli assediati non soffrissero la fame neanche quando i Goti conquistarono Porto. Il presidio respinse diversi assalti, ma non ricevette gli sperati soccorsi da Giustiniano I, il quale in un primo momento voleva inviare nuove truppe in Italia sotto il comando del patrizio Liberio ma poi tergiversò, forse per dare la priorità ad altre questioni.
La città cadde infine per il tradimento delle malpagate truppe isaure poste a guardia della Porta San Paolo, che ebbero un colloquio clandestino con Totila, promettendogli di aprirgli le porte al giorno convenuto. Il 16 gennaio 550 il re ostrogoto affidò a due trombettieri il compito di accostarsi alle mura e di dare fiato alle trombe. Le truppe imperiali, messi in allerta dal forte suono, si diressero precipitosamente verso la zona da dove veniva il suono nella convinzione che i Goti stessero attaccando lì, lasciando a difesa della Porta San Paolo i soli traditori isauri, i quali aprirono le porte al nemico. Totila, con il grosso dell'esercito, entrò in città attraverso la Porta San Paolo e fece strage di quanti erano per via. Molti della guarnigione bizantina fuggirono dalle altre porte e, nel tentativo di raggiungere Centumcellae (l'unica piazzaforte nella zona rimasta in mano bizantina), furono colti in imboscata dagli Ostrogoti e uccisi. Solo pochi riuscirono a sottrarsi da quello sterminio, tra cui Diogene, per quanto ferito.
Quattrocento cavalieri bizantini, sotto il comando del cilice Paolo, si asserragliarono nella Mole Adriana continuando a opporre strenua resistenza al nemico. All'alba del giorno successivo l'assalto alla Mole Adriana fu respinto infliggendo pesanti perdite agli Ostrogoti. Totila, cautamente, fece cessare gli assalti e decise di costringere il nemico alla resa per fame. Dopo aver patito il digiuno e aver preso in considerazione la possibilità di ricorrere alle carni dei propri cavalli, i quattrocento cavalieri bizantini decisero di porre fine alle loro sofferenze con una morte onorevole, deliberando di condurre una disperata sortita contro gli assedianti. Prima che potessero effettuarla, il re Totila, informato del loro proposito e temendo che un attacco da parte di truppe disperate potesse recargli gravi danni, propose loro due opzioni in cambio della resa:
- se avessero abbandonato i cavalli, deposte le armi e giurato di non combattere mai più contro i Goti, sarebbero potuti tornare liberi a Costantinopoli;
- oppure avrebbero potuto accettare di entrare nell'esercito ostrogoto.

La quasi totalità dei quattrocento cavalieri bizantini, anche per il malcontento nei confronti dell'erario bizantino che doveva ancora pagare loro numerosi stipendi arretrati, decisero di accettare la proposta di entrare nell'esercito ostrogoto. Solo Paolo e l'isauro Mitide propesero per la prima opzione ottenendo da Totila le guide e viatico necessari per un sicuro ritorno a Costantinopoli. Totila, inoltre, arruolò nell'esercito ostrogoto altri quattrocento soldati imperiali riparati nelle chiese della città, e trattò con clemenza l'Urbe. Fece riparare gli edifici e le opere pubbliche che avevano subito danni per via della guerra e ripopolò la città richiamandovi gli abitanti che erano stati banditi in Campania.